# 요크성

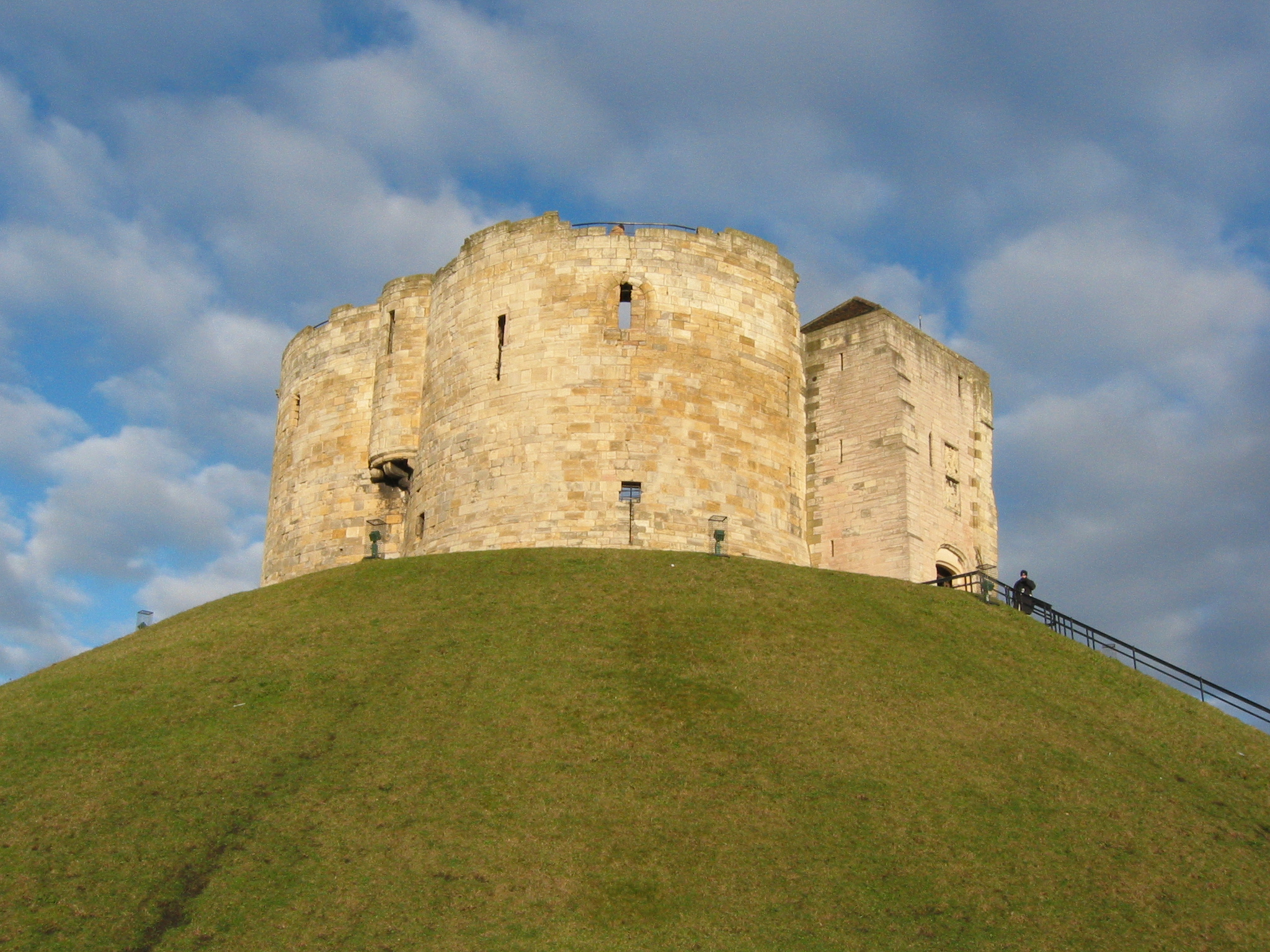
요크성

요크성(영어: York Castle) 또는 클리퍼드 타워(영어: Clifford's Tower)는 영국 노스요크셔주 요크에 있는 성이다. 요크성 박물관으로 사용되고 있다. 1068년 윌리엄 1세가 요크에 이 성을 세웠으나, 1190년 유대인 학살 당시 불타 없어졌다. 13세기 초에 다시 재건축했으나 강풍으로 또 소실되었고, 1245년~1265년에 다시 재건하였다.